# Rinpung Dzong
Rinpung Dzong és un gran monestir i fortalesa al districte de Paro a Bhutan. Hi van ser filmades escenes de la pel·lícula de 1993 El petit buda (Little Buddha).
El seu nom significa fortalesa damunt una pila de joies. L'aproximació al dzong es fa a través d'un tradicional pont cobert. El monestir ha esdevingut una escola monàstica i l'oficina de l'administració civil. És també el lloc on se celebra del gran Paro Tsechu (festival) una vegada a l'any a la primavera.

## Història
El 1645, els senyors d'Humrel oferien el seu fort petit a Shabdrung Ngawang Namgyel (un monjo Drukpa), reconeixent la seva autoritat religiosa i política. Es va començar immediatament la construcció d'una fortalesa molt més important i el dzong es fundava el 1646.